# Тріпскомпані
Тріпскомпані (нід. Tripscompagnie) — лінійне село на одному з каналів у провінції Гронінген, Нідерланди. Воно розташоване у двох муніципалітетах: Мідден-Гронінген і Вендам.
Село виникло вздовж Tripscompagniesterdiep, який був викопаний у 1640 році на замовлення купецької родини Adriaan Trip для видобутку торфу з навколишніх торфовищ. Тріпскомпані заснували через вісім років. Після торф'яництва великого значення набуло рільництво. Багато господарств у селі — це фермерські будинки у затоці.